# Fall Storch

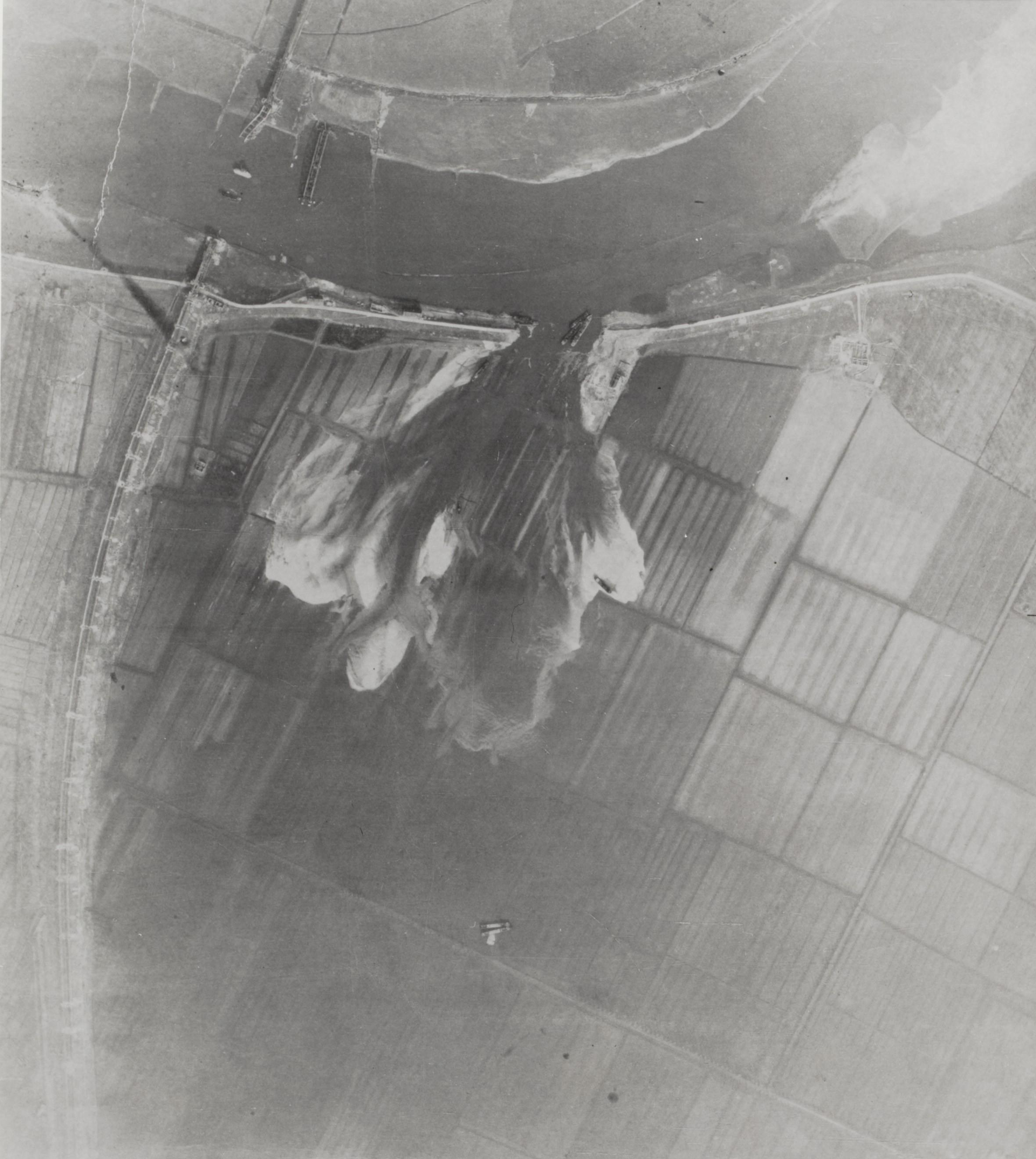
Sporen van de dijkdoorbraak van december 1944 bij Elden gefotografeerd in maart 1945

Fall Storch (Nederlands: Operatie Ooievaar) was de Duitse codenaam voor de onderwaterzetting van de Betuwe op 2 december 1944.

## Aanleiding
Omdat de Duitse bezetter na Operatie Market Garden een geallieerde opmars door de Betuwe wilden belemmeren besloot ze eind 1944 dit rivierengebied onder water te zetten. Aanvankelijk wilde men dit bewerkstelligen door het doorsteken van de Liniedijk bij Ochten en Kesteren, het zogenoemde Plan Heide. Dat plan werd echter geannuleerd en vervangen door Fall Storch.

## Uitvoering
De Duitse genie blies een gat in de Drielsedijk, de dijk langs de Nederrijn bij Elden. Dit gebeurde ter hoogte van het dijkmagazijn. Hierdoor wilden de ze het hele gebied tussen Rijn en de Waal onder water zetten. Vanaf zaterdag 2 december om 17:00 uur stroomde het rivierwater bij Elden de Betuwe in. Ten zuiden van Elden werd ook de Griftdijk opgeblazen zodat het water verder de Betuwe in stroomde. De bedoeling was het gebied tot aan de Liniedijk tussen Ochten en Kesteren te inunderen. Dit was reeds door de geallieerden bevrijd, die hadden Operatie Noah voorbereid om hun troepen snel uit het gebied terug te trekken. 
De Liniedijk kon op 6 december de druk van het wassende water niet aan en bezweek, waardoor het gebied erachter, met de dorpen Lienden en Maurik ook overstroomden. Dit gebied was nog in Duitse handen, ze werden door het water gedwongen daar terug te trekken. Op zondag 10 december vielen Typhoons van het 193e Squadron van de Royal Air Force de al deels bezweken Liniedijk nogmaals aan met zogeheten 1000-ponders. Een nieuw gat van zo'n honderd meter was het gevolg. De dijk langs het Amsterdam-Rijnkanaal moest het verder stijgende water nu tegenhouden. Met de inzet van vele mannen uit de omgeving die verplicht te werk werden gesteld en Rijkswaterstaat kon deze dijk zodanig versterkt worden dat hij het hield. Hierdoor kon worden voorkomen dat de Betuwe mogelijk tot aan Gorinchem onder water kwam te staan. Niet verhinderd kon echter worden dat door kwelwater een gebied aan de westzijde van het Amsterdam-Rijnkanaal rond Zoelen onder water kwam te staan. De Duitsers wilden de bewoners hier  evacueren, die waren daar sterk op tegen omdat ze vreesden voor een vluchtelingenbestaan in de oorlogswinter.

## Nasleep
Halverwege december 1944 begon het water langzaam te zakken. Enkele dagen later begon het te vriezen en werd de Betuwe een grote ijsvlakte. Januari bracht dooi en zakkende waterstanden. Aan het einde van de maand zorgde sneeuwval er voor dat het water weer steeg. Bij Ochten was de Waaldijk, die in de vuurlinie lag, in kritieke toestand en de gaten van de vorige doorbraak waren nog niet gedicht. Uit Zoelen werden 750 mannen door de Wehrmacht opgeroepen om drie gaten te dichten, maar de opkomst was gering. Het water bereikte wederom het al eerder geïnundeerde deel van de Betuwe en de dijk bij het Amsterdam-Rijnkanaal stond weer stevig onder druk. Halverwege februari werd de situatie kritiek en werd een beroep gedaan op de bewoners om te komen helpen de dijk te verstevigen. Ditmaal was de opkomst uit de gehele regio groot. De waterstand begon eind februari te zakken.
Een tijd later probeerden de Duitsers de Betuwe nog eens onder water te zetten door het water van de rivier de Linge en de Maurikse Wetering op te stuwen. Een droge periode voorkwam echter een nieuwe overstroming.